# Magical Drop II
Magical Drop II es un videojuego de puzle desarrollado por Data East y editado por SNK en 1996 para Neo-Geo MVS, Neo-Geo AES y Neo-Geo CD, además de Súper Famicom y Saturn (NGM 221).

## Información general
El juego consiste en forma similar al anterior, un sistema de juego inspirado en varios juegos de puzle, El jugador toma el papel de un pequeño Joker que hace estallar mágicas gotas que poseen un poder en específico.
Los personajes son sacados de las tarjetas tarot, tales como World, High Priestess, Chariot, Devil, Magician, Star y Fool, en esta entrega se añade nuevos:Empress, Streight y Justice. introduciendo al Black Pierrot:una tarjeta ficticia y el personaje más difícil de vencer.

## Sistema de Juego
El juego en general dispone de varios sistemas:
- Un Jugador - Supervivencia:

En este modo, el jugador juega como Devil (Medio) o  High Priestess (Difícil) El objetivo es sobrevivir el mayor tiempo posible. Al reproducir este modo de rompecabezas más largo, el juego se vuelve cada vez más difícil, tirar trozos de hielo, burbujas, y dando al jugador menos cristales y Super globos. Star (Experto) sólo está disponible en la versión japonesa. En la versión de SNES, Fool (Fácil) y World (Maestro, cual es el nivel de dificultad más alto) se introducen en este modo.
- 1 Jugador: vs. CPU

En este modo, el jugador elige uno de los personajes, y lucha contra los otros personajes controlados por la CPU. El rastro del jugador llevará a través de los enemigos puede ser mostrado a continuación.
- 2 Jugadores:Jugador Vs Jugador

En este modo, ambos jugadores van en ella de cabeza a cabeza. Cada jugador elige un personaje de usar, y luego tratar de tomar el uno al otro. El jugador puede forzar líneas adicionales a su oponente, haciendo cadenas o eliminar una gran cantidad de globos a la vez. El juego termina cuando el jugador termina su / su cuota o dejar que los globos del oponente llegar a la parte inferior de la pantalla.